# MikuMikuDance
MikuMikuDance (ミクミクダンス?, MikuMikuDansu), comunemente abbreviato in MMD, è un programma di animazione freeware che consente agli utenti di creare filmati animati in grafica 3D, prodotto originariamente per il personaggio di Hatsune Miku, mascotte del software Vocaloid. Il programma MikuMikuDance è stato realizzato da Yu Higuchi (HiguchiM) ed è passato attraverso significativi aggiornamenti sin dalla sua prima pubblicazione, avvenuta il 24 febbraio 2008. La sua realizzazione è parte del progetto denominato VOCALOID Promotion Video Project (VPVP).